# ائتلاف رایحه خوش خدمت
ائتلاف رایحه خوش خدمت  یک ائتلاف سیاسی اصولگرا در حمایت از محمود احمدی‌نژاد و دولت او بود.

## انتخابات شورای شهر ۱۳۸۵
این گروه چند ماه قبل از انتخابات شورای شهر ایران در سال ۱۳۸۵ تأسیس شد و توانست چندین کرسی شورای شهر و روستا را بدست آورد. آنها تا به حال هیچ نامزدی برای ایلام، ساری، کرمان، گرگان و خرم‌آباد ارائه نکرده‌اند. به گزارش خبرگزاری فارس نتایج انتخابات به شرح زیر است:
| شهر      | کرسی‌های برنده شده |
| -------- | ----------------- |
| تهران    | ۳ از ۱۵           |
| اردبیل   | ۲ از ۹            |
| ارومیه   | ۱ از ۹            |
| اصفهان   | ۲ از ۱۱           |
| اراک     | ۲ از ۹            |
| بوشهر    | ۱ از ۷            |
| کرمانشاه | ۲ از ۹            |
| بندرعباس | ۲ از ۹            |
| تبریز    | ۲ از ۱۱           |
| بجنورد   | ۲ از ۷            |
| بیرجند   | ۳ از ۹            |
| همدان    | ۴ از ۹            |
| یاسوج    | ۱ از ۷            |
| یزد      | ۲ از ۹            |
| رشت      | ۱ از ۹            |
| مشهد     | ۳ از ۱۱           |
| شیراز    | ۲ از ۱۱           |
| زنجان    | ۲ از ۹            |
| سمنان    | ۳ از ۷            |
| سنندج    | ۳ از ۹            |
| قم       | ۳ از ۹            |
| قزوین    | ۰ از ۹            |
| شهرکرد   | ۰ از ۹            |
| زاهدان   | ۰ از ۹            |

## انتخابات مجلس شورای اسلامی

### ۱۳۸۶
آنها رقابت را در انتخابات مجلس شورای اسلامی در سال ۱۳۸۶ به عنوان بخشی از جبهه متحد اصولگرایان بودند. پس از انتخابات نامزدهای برنده یک فراکسیون جدید به نام «انقلاب اسلامی» تشکیل دادند که ادعا می‌شد تا ۹۰ عضو دارد.

### ۱۳۹۱
در سال ۱۳۸۹ برخی از گزارش‌ها حاکی از اختلاف در داخل این گروه بود و در انتخابات مجلس سال ۱۳۹۰ برخی از اعضا جبهه پایداری را تشکیل داده و از حمایت احمدی‌نژاد دست برداشتند. یکی دیگر از گروه تازه شکل گرفته به نام جبهه توحید و عدالت مربوط به اسفندیار رحیم مشایی و محمود احمدی‌نژاد بود.